# 센트럴 플로리다 대학교
센트럴 플로리다 대학교(University of Central Florida, UCF)는 미국의 미편입지구 플로리다주 오렌지군에 메인 캠퍼스를 둔 공립 연구형 대학이다. 플로리다 주립 대학교 시스템의 일부이다. 2022년 가을 학기 기준으로 등록 학생 수는 68,442명으로, 미국의 모든 공립 대학교 중 2위 규모이다.
1963년 설립되어 1968년에 플로리다 공과대학교(Florida Technological University)라는 교명으로 설립되었으며 플로리다의 스페이스 코스트의 케네디 우주 센터와 케이프커내버럴 우주군 기지에서 미국 우주 프로그램 성장을 지원하는 것이 임무이다.